# El ausente
El ausente es una película argentina dirigida por Rafael Filipelli, y protagonizada por Omar Rezk, Roberto Suter y Ana María Mazza. Producida en 1989, fue estrenada el 23 de agosto de 1996.

## Sinopsis
La historia cuenta la lucha y muerte de un dirigente sindical de izquierda, Raúl Salas, y un intelectual que lo acompaña, Muñoz, en Córdoba. Está ambientada en el período 1973-1976, desde el retorno de la democracia con la elección como presidente de Héctor J. Cámpora hasta el golpe militar que dio origen a la dictadura militar llamada Proceso de Reorganización Nacional (1976-1983).

## Comentarios
Basado en el libro de Antonio Marimón.

## Actores
- Roberto Suter
- Ana María Mazza
- Omar Viale
- Daniel Grecco
- Ricardo Bertone
- Nicolás Jair
- Coco Santillán
- Beatriz Sarlo
- Miguel Quiroga
- Darío Fernández
- Alejandro Cuevas
- Miguel Ángel Iriarte
- Pepe Novoa
- Hugo Guzzo
- Don Pino
- Jorge Ovidio Mazzier
- Diego José Piante
- Ricardo Ovidio
- Cristina Cancina
- Andrés Silvart
- Alejandro Jablonskis
- Claudio Borrás

## Premios
- 1987, Nominada para el Premio de Oro del Festival Internacional de Cine de Moscú.